# Nikopol (Oekraïne)
Nikopol (Oekraïens: Нікополь) is een havenstad in de Oekraïense oblast Dnjepropetrovsk, op de noordoever van de Dnjepr, waar deze het Kachovka-stuwmeer vormt, op ongeveer 100 kilometer ten zuidwesten van Dnipro. De stad telt 136.280 inwoners (volkstelling 2001).
Nikopol ontstond als de Kozakkenplaats Mykytyn Rih op een doorwaadbare plek door de middenloop van de Dnjepr. Iets stroomopwaarts lag de oude Sitsj, het versterkte fort van de Zaporozje-Kozakken. De plaats verkreeg in 1782 de status van stad, waarbij ze werd hernoemd tot Nikopol. Aan het einde van de 19e eeuw ontwikkelde Nikopol zich tot een belangrijk industrieel centrum.
In 1900 telde de stad 21.282 inwoners, voornamelijk Oekraïners, Joden en Mennonieten, die zich vooral bezighielden met de landbouw en scheepsbouw. Vanuit Nikopol werd onder andere maïs, lijnzaad, hennep en wol geëxporteerd. Nikopol lag op de route van de tsjoemaken, de Oekraïense zouthandelaren, over de Dnjepr naar de Krim.
In de sovjettijd verrezen er onder andere een pijpenfabriek (Nikopolski joezjno-troebny metalloergitsjeski zavod) en een fabriek waar ijzerlegeringen worden verwerkt (Nikopolski zavod ferrosplavov).
In het dorp Kapoelivka op 10 kilometer van Nikopol bevindt zich het graf van de legendarische Kozakken-ataman Ivan Sirko.

## Geboren
- Peter Heydeck (1941), Oekraïens-Duits schilder
- Mykola Koedrytskyj (1962-1994), voetballer
- Pavel Jakovenko (1964), voetballer